# Can Bella Plana
Can Bella Plana és una obra del municipi de Lliçà de Vall (Vallès Oriental) inclosa en l'Inventari del Patrimoni Arquitectònic de Catalunya.

## Descripció
Es tracta d'un edifici de tipus basilical, amb el cos central més elevat, cobert tot a dues aigües. Sobre la porta, bastant estilitzada, hi ha un balcó i, a la part superior del cos central, hi ha una estança que travessa l'edifici perpendicularment a la façana i que a banda i banda s'obre en unes finestres coronelles.
Al seu voltant té múltiples dependències, algunes de construcció recent, entre les quals cal destacar una torre de maó emmerletada, sense cap funció aparent.

## Història
Bella Plana pertany a la finca de les Torres de Santa Maria i, com aquesta, al tutelar i protecció de menors. No es troben referències escrites sobre la construcció, però l'edificació no pot ser anterior al segle xviii. D'altra banda, la torre pot ser del segle xix.